# Anna-Maria Gradante
Anna-Maria Gradante   (Remscheid, 26 de desembre de 1976) és una judoka alemanya, ja retirada, que va competir durant les dècades de 1990 i 2000.
El 2000 va prendre part en els Jocs Olímpics d'Estiu de Sydney, on guanyà la medalla de bronze en la competició del pes extra lleuger del programa de judo.
En el seu palmarès també destaca una medalla de bronze al Campionat del món de judo, una de plata al Campionat d'Europa de judo i un campionat nacional entre d'altres èxits.